# 興安 (北魏)
興安（こうあん）は、南北朝時代の北魏において、文成帝の治世に使用された元号。452年2月 - 454年7月。

## 西暦・干支との対照表
| 興安 | 元年  | 2年   | 3年   |
| 西暦 | 452年 | 453年 | 454年 |
| 干支 | 壬辰  | 癸巳  | 甲午  |